# Астра 2E
Астра 2E (ASTRA 2E) — европейский телекоммуникационный спутник, принадлежащий компании SES Astra. Он предназначается для ретрансляции радио- и телепрограмм в аналоговом и цифровом форматах, а также обеспечения сотовой и Интернет-связью абонентов Европы, Ближнего Востока и Африки.

## Конструкция
Коммерческий телекоммуникационный спутник Астра 2Е изготовлен европейской компанией EADS Astrium на платформе Eurostar 3000, оборудован двумя солнечными панелями и набором аккумуляторов.
Основные характеристики:
| Назначение                         | связь, вещание |
| Тип орбиты                         | геостационарная |
| Точка стояния                      | 28,2° в. д. |
| Оператор                           | SES Astra |
| Зоны покрытия                      | Европа, Ближний Восток, Африка                                                                                        |
| Генеральный подрядчик              | EADS Astrium |
| Платформа                          | Eurostar E3000 |
| Стартовая масса КА                 | 6052 кг |
| Размах солнечных батарей           | 40 м |
| Расчётный срок службы              | 15 лет |
| Мощность в конце срока службы      | 13 кВт |
| Основные диапазоны                 | Ku, Ka |
| Количество транспондеров           | Ku-диапазон — 60, Ka-диапазон — 3                                                                                     |
| Рабочие частоты:                   | |
| Приёмник                           | 12,75-13,00 ГГц; 13,16-13,25 ГГц; 13,75-14,50 ГГц; 17,30-18,35 ГГц; 27,85-28,45 ГГц; 28,52-28,76 ГГц; 28,90-30,00 ГГц |
| Передатчик                         | 10,70-11,20 ГГц; 11,36-12,75 ГГц; 18,85-20,20 ГГц; 21,40-22,20 ГГц                                                    |
| Несущие частоты радиооборудования: | |
| Приёмник                           | 17309,5 МГц; 18090,0 МГц                                                                                              |
| Передатчик                         | 11707,5 МГц; 12493,0 МГц; 11453,5 МГц; 18800,5 МГц                                                                    |

## Перенос запуска
Первоначально запуск спутника планировалось осуществить 21 июля 2013 года, но из-за аварии ракеты-носителя Протон-М с тремя спутниками Глонасс-М 2 июля 2013 года дата запуска спутника Астра 2Е была перенесена на 15 сентября.
12 сентября 2013 года было объявлено о очередном переносе запуска. Компания International Launch Services Inc., которая осуществляет коммерческую эксплуатацию ракеты-носителя Протон-М сообщила:

«Запуск ракеты „Протон“ со спутником связи Astra 2E был отложен сегодня по техническим причинам, связанным с ракетой-носителем. Дата запуска будет определена позже. Специалисты Центра Хруничева (предприятие-изготовитель ракет „Протон“) на космодроме Байконур получили данные о возникших проблемах с первой ступенью ракеты. Стало ясно, что необходима дополнительная проверка ракеты, для чего носитель необходимо вернуть в монтажно-испытательный корпус для дополнительного тестирования».

24 сентября 2013 года была объявлена новая дата запуска спутника Астра 2Е — 30 сентября 2013 года..

## Подготовка к запуску
14 июня 2013 года спутник Астра 2E был доставлен из Тулузы на космодром Байконур.
18 июня 2013 года для предстоящего запуска на космодром был доставлен разгонный блок Бриз-М.
30 августа 2013 года была произведена заправка спутника компонентами топлива, а 2 сентября началась сборка головной части ракета-носителя Протон-М.
19 сентября 2013 года объявлено о завершении ремонта ракеты «Протон-М» и начале повторных проверок систем ракеты-носителя.
26 сентября 2013 года ракета «Протон-М» со спутником Астра 2E вывезена и установлена на стартовом комплексе 200/39, начаты работы по программе первого стартового дня.

## Запуск
Пуск ракеты-носителя Протон-М со спутником был успешно произведён 30 сентября 2013 года в 01:38 по московскому времени (29 сентября 21:38 UTC) компанией International Launch Services с площадки № 200 космодрома Байконур. В 10:50 в соответствии с циклограммой полёта после отделения от разгонного блока Бриз-М космический аппарат Астра 2Е был выведен на целевую орбиту и передан на управление заказчику запуска.